# زهرة العسل التريمنيانية
زهرة العسل التريمنيانية (الاسم العلمي: Melianthus trimenianus) هو نوع من النباتات يتبع جنس زهرة العسل من فصيلة الزهرية العسل.
سمي هذا النوع نسبة إلى عالم النبات البريطاني هنري تريمن (بالإنجليزية: Henry Trimen)‏.